# Gyroidina

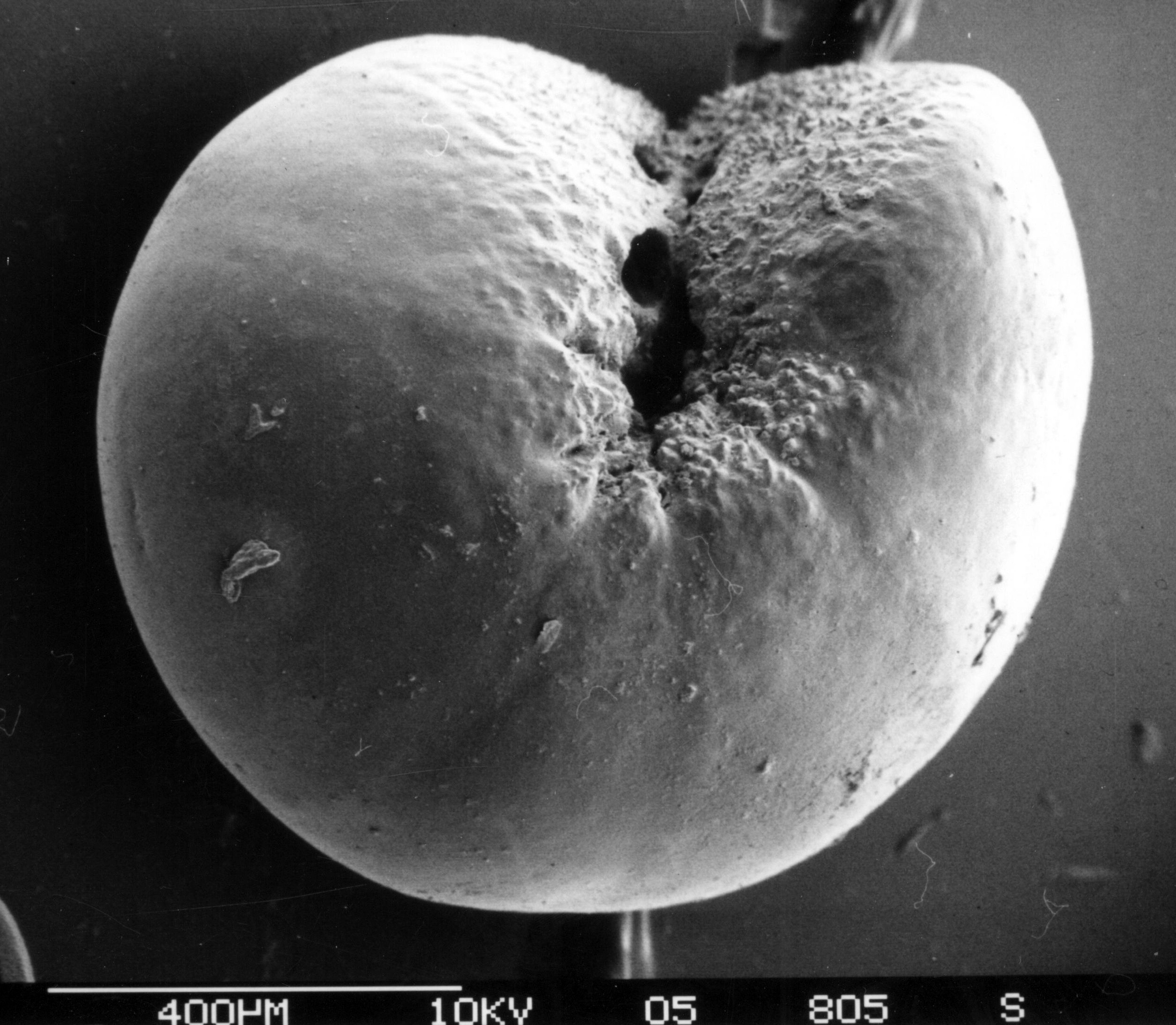
Gyroidina soldanii

Gyroidina, a veces erróneamente denominado Gyroidinus, es un género de foraminífero bentónico de la subfamilia Gavelinellinae, de la familia Gavelinellidae, de la superfamilia Chilostomelloidea, del suborden Rotaliina y del orden Rotaliida. Su especie tipo es Gyroidina orbicularis. Su rango cronoestratigráfico abarca el Holoceno.

## Clasificación
Se han descrito numerosas especies de Gyroidina. Entre las especies más interesantes o más conocidas destacan:
- Gyroidina danvillensis
- Gyroidina jenkinsi
- Gyroidina orbicularis

Un listado completo de las especies descritas en el género Gyroidina puede verse en el siguiente anexo.
En Gyroidina se ha considerado el siguiente subgénero:
- Gyroidina (Gyroidinoides), aceptado como género Gyroidinoides